# Gobelin (folklore)
Pour les articles homonymes, voir Gobelin.
Le gobelin est une créature légendaire, anthropomorphe et de petite taille, issue du folklore médiéval européen.
Les gobelins ont été ultérieurement popularisés en tant que peuple imaginaire malfaisant dans le roman Le Hobbit de J. R. R. Tolkien, principale source d'inspiration des représentations de ces créatures dans de nombreuses œuvres se rattachant au sous-genre médiéval-fantastique de la fantasy : jeux de rôle, littératures de l'imaginaire et jeux vidéo.

## Étymologie
Le mot gobelin est attesté autour de 1195 dans Estoire de la guerre sainte d'Ambroise, trouvère normand, c'est-à-dire de manière précoce et isolée. Avant 1141, en latin médiéval sous la forme gobelinus, nom vulgaire d'un démon qui hantait les environs d'Évreux en Normandie, chez Orderic Vital. Il apparaît sous la forme gobellin au début du XVIe siècle. Le terme remonterait au latin chrétien *gobalus (« génie domestique »), emprunt hypothétique au grec κοβαλος / kobalos (« lutin, génie malfaisant »).
Le mot français serait issu d'un croisement entre un mot latin *gobalus (terme non attesté) et le mot germanique Kobel, suivi du suffixe -in. L'allemand Kobold (« lutin »), est basé sur la racine germanique kov- — moyen haut allemand Kobe (« refuge, cavité »), allemand Koben (« étable à cochon »), allemand du sud Kobel (« étable, nid de l'écureuil ») ; anglais cove (« refuge, réduit »), puis « crique » ; norvégien kov (« réduit ») — qui désigne à l'origine une cavité dans la terre.
Les radicaux gob- et kob- peuvent être rapprochés du terme dialectal normand gobe s'appliquant aux grottes creusées dans les falaises calcaires de la vallée de la Seine et du littoral cauchois, notamment à Dieppe, dont le dérivé gobier, « habitant d'une gobe ». Les gobiers, habitants troglodytiques, étaient généralement indigents et mal considérés, d'où par extension le sens de « sot, benet, niais » pris par ce mot en patois cauchois. L'anglais goblin procède du français.

## Folklore

### Origine
Les gobelins sont à l'origine des créatures légendaires, issues du folklore européen et de la mythologie germanique, puis croisées avec la tradition des lutins et des génies qui prend racine dans différentes cultures (latine, grecque, celtique…). Le gobelin est souvent rattaché au kobold du folklore allemand et au hobgoblin du folklore anglais. Les attitudes, apparences et cultures dépend de la légende ou même le livre.
Il est toutefois présent dans de nombreuses régions, surtout en Normandie pour la France, peut-être à cause de l'influence norroise, sous le nom de goublin dans le Cotentin.

### Description
Les descriptions de gobelins sont assez protéiformes. Albert Doppagne les rapproche des croquemitaines (sous le nom de boublin) et leur attribue pour habitat les grottes. Ce lien à la terre est également mis en avant par Karl Grün. D'après Pierre Dubois, les gobelins mesurent de quarante à soixante centimètres de haut et sont plutôt laids. Leur tête aurait la forme d'un œuf, leurs oreilles sont grandes et pointues. Ils possèdent également des dents de lapin. Ils peuvent être bénéfiques ou maléfiques dans les récits à leur sujet : Dom Lucae y voit très clairement un être démoniaque, tandis que Rossetti et Scheffel le comparent aux fées et aux anges. Ils font également partie des rares créatures du petit peuple qui puissent être associées à la technologie moderne (avec les gremlins et les kobolds).
Dans la Manche, ils sont réputés hanter les marais de Carentan et les maisons. Hippolyte Sauvage, historien du XIXe siècle originaire du Mortainais dans le département de la Manche, raconte dans ses légendes que des gobelins vivraient à Mortain, non loin des cascades. On raconte également qu'un gobelin revêt l'aspect d'un chat à l'abbaye de Mortemer dans le Vexin normand, sous le nom de cat goublin.
Une chanson d'Alfred Rossel (originaire du Nord Cotentin) intitulée Les goublins, leur rend hommage. Elle se termine ainsi :
Méfious des goublins, méfious des goublins
qui rôdent l'sai dans les q'mins
(Méfiez vous des gobelins qui rôdent le soir dans les chemins.)

## Culture populaire

### Littérature
Une référence aux gobelins apparaît dans Les Misérables de Victor Hugo, 4e partie, livre 2, chapitre 3 : « Apparition au père Mabeuf ». Ce dernier ne lit alors plus que deux livres dont Sur les diables de Vauvert et les gobelins de la Bièvre de Mutor de la Rubaudière lorsqu'il voit ce qu'il croit être un spectre, en réalité Éponine. Son allure (déguenillée et spectrale) lui inspire cette question : « Cela ressemble beaucoup à ce que la Rubaudière raconte des gobelins. Serait-ce un gobelin ? » Éponine vient l'aider pour lui soutirer un renseignement et lui dit être le diable. Victor Hugo indique que son personnage est particulièrement intéressé par les gobelins puisque son jardin est un lieu que ces esprits auraient hanté. Pour information, on sait dans le roman que le père Mabeuf habite à ce moment-là dans une maison située dans le village d'Austerlitz. Ce village se situait alors dans une zone correspondant aujourd'hui à l'espace couvert par l'hôpital de la Pitié-Salpêtrière et la gare d'Austerlitz (13e arrondissement de Paris). Le quartier voisin des Gobelins à Paris ne doit pas son nom aux créatures, mais à la famille de tapissiers qui s'y installa et dont c'était le patronyme. En revanche, tout indique que l'écrivain s'est inspiré de légendes normandes puisqu'à l'époque il vivait en exil dans l'île anglo-normande de Guernesey, en outre, le patronyme même de Mabeuf, et non pas Mabœuf, rappelle les noms de famille normands en -beuf, issus de toponymes en -beuf, tels que Marbeuf, Elbeuf ou Daubeuf[réf. nécessaire].
Dans Bilbo le Hobbit, J. R. R. Tolkien a utilisé le mot « gobelin » pour désigner des créatures maléfiques vivant sous les monts Brumeux ; dans Le Seigneur des anneaux, il les rebaptisa orques afin de les distinguer des créatures légendaires. Par la suite, ces créatures tolkieniennes furent reprises dans les jeux de rôle, notamment dans Donjons et Dragons — notons toutefois que dans Donjons & Dragons, les gobelins sont distincts des orques et des kobolds. Ils ont inspiré d'autres créatures, comme les gloks (giaks) de Loup Solitaire ou les chafouins de Rêve de Dragon.

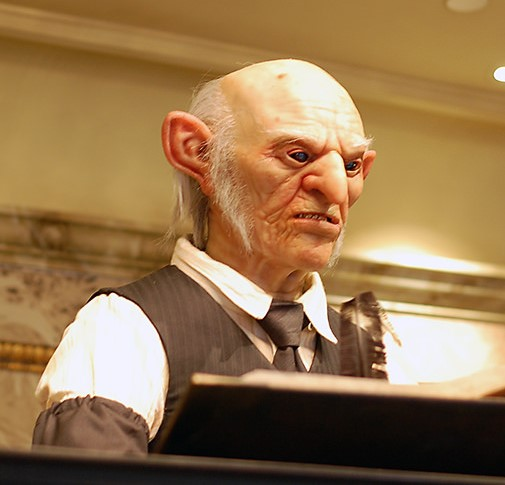
Figure de cire d'un Gobelin banquier dans les adaptations cinématographiques de Harry Potter.

Dans la série de romans Harry Potter, les gobelins sont des créatures bipèdes et anthropomorphes. Intelligents, ils cultivent leur propre savoir magique, suscitant ainsi l'animosité des sorciers humains qui les considèrent comme des êtres serviles, à l'instar des elfes de maison, soi-disant indignes de porter une baguette magique. Toutefois, contrairement aux elfes, les gobelins se sont rebellés à plusieurs reprises au fil des siècles pour revendiquer leurs droits. Ils dirigent notamment Gringotts, la banque attitrée des sorciers.
Dans la série L'Épouvanteur de Joseph Delanney, les gobelins tranchent avec leur acception dans la culture moderne. Ce sont des créatures invisibles, se déplaçant le long de routes magiques, les leys. Il en existe plusieurs catégories, plus ou moins dangereuses, comme les lanceurs de pierre, les esprits frappeurs ou, les plus dangereux, les éventreurs. Cependant, certains peuvent se montrer plus amicaux. Ainsi, John Gregory, l'épouvanteur, a réussi à en domestiquer un, qui s'occupe de sa maison d'été, en faisant la cuisine, et défendant la maison contre les intrus[réf. nécessaire].

### Bande dessinée
Dans les comics Spider-Man, l'un des principaux ennemis du super-héros arachnéen se nomme Norman Osborn, industriel victime d'une expérience scientifique,. En tant que « super-vilain », il adopte le pseudonyme Green Goblin en référence à la créature légendaire inspiratrice de son costume. Or « l'adaptation française n'évoque pas vraiment cette ascendance en le nommant malhabilement le Bouffon vert, une dénomination qui nous inciterait plutôt à répertorier, à tort, ce personnage dans la catégorie des pitres ridicules », observe Jérôme Dorvidal dans le Dictionnaire des mythes du fantastique.

### Jeux de rôle

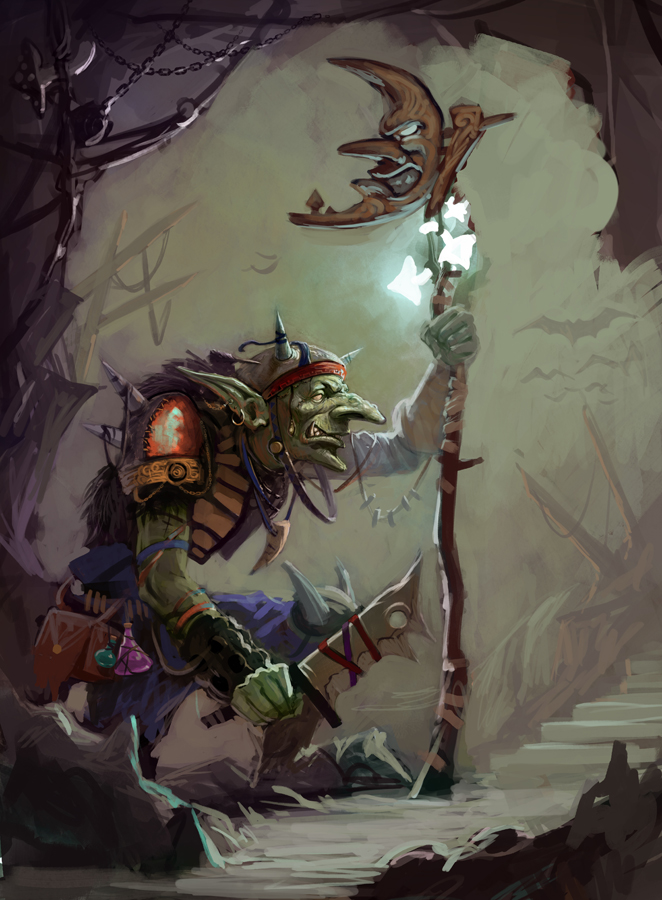
Un Gobelin dans le monde de Warhammer.

Dans le jeu de cartes à collectionner Magic : L'Assemblée, des créatures de type gobelin apparaissent régulièrement. Bien que souvent décrits comme de petits hommes verts, leur aspect peut varier en fonction des plans (mondes) visités. Ils ont déjà été aperçus avec une carapace, ou une pilosité faciale exacerbée.
Dans le jeu de rôle Donjons et Dragons, les gobelins sont de petites créatures humanoïdes d'environ 1,20 mètre. La couleur de leur peau varie du jaune au vert en restant toujours dans les teintes ternes et fades, et leurs yeux vont du rouge au jaune citron. Leur espérance de vie ne dépasse généralement pas cinquante ans. Nyctalopes, ils vivent dans des cavernes sous terre mais ne détestent pas la lumière du jour pour autant. En fait, certains habitent près des plaines chaudes où ils patrouillent pour s'assurer que personne n'entre dans leurs souterrains. Ils ont une organisation tribale, et détestent les nains et les gnomes. Ils domestiquent les Wargs (loups géants) qui leur servent de monture de guerre.